# ساروس خورشیدی ۱۱۱
ساروس ۱۱۱ دوره‌ای زمانی با چرخه‌ای حدود ۱۸ سال و ۱۱ روز و ۸ ساعت (تقریباً ۶۵۸۵ و یک سوم روز) است که شامل ۷۹ خورشیدگرفتگی می‌شود.

## رخدادها
| ساروس | عضو | تاریخ                       | زمان (بزرگ‌ترین) ساعت هماهنگ جهانی | نوع    | مکان طول و عرض جغرافیایی | گاما    | قدر    | گُستره (km) | مدت زمان (دقیقه: ثانیه) | منبع |
| ----- | --- | --------------------------- | --------------------------------- | ------ | ------------------------ | ------- | ------ | ---------- | ----------------------- | ---- |
| ۱۱۱   | ۱   | ۳۰ اوت ۵۲۸                  | ۲۰:۰۱:۳۴                          | جزئی   | 71.4N 17.5E              | 1.5569  | 0.0164 |            |                         |      |
| ۱۱۱   | ۲   | ۱۱ سپتامبر ۵۴۶              | ۳:۰۸:۲۲                           | جزئی   | 71.8N 103.8W             | 1.5085  | 0.0994 |            |                         |      |
| ۱۱۱   | ۳   | ۲۱ سپتامبر ۵۶۴              | ۱۰:۲۴:۵۶                          | جزئی   | 72N 132.2E               | 1.4676  | 0.1693 |            |                         |      |
| ۱۱۱   | ۴   | ۲ اکتبر ۵۸۲                 | ۱۷:۵۰:۲۰                          | جزئی   | 71.8N 6E                 | 1.4333  | 0.2276 |            |                         |      |
| ۱۱۱   | ۵   | ۱۳ اکتبر ۶۰۰                | ۱:۲۵:۲۱                           | جزئی   | 71.5N 122.5W             | 1.4062  | 0.2734 |            |                         |      |
| ۱۱۱   | ۶   | ۲۴ اکتبر ۶۱۸                | ۹:۰۸:۲۷                           | جزئی   | 70.8N 107.5E             | 1.3853  | 0.3086 |            |                         |      |
| ۱۱۱   | ۷   | ۳ نوامبر ۶۳۶                | ۱۶:۵۷:۵۰                          | جزئی   | 70N 23.5W                | 1.369   | 0.336  |            |                         |      |
| ۱۱۱   | ۸   | ۱۵ نوامبر ۶۵۴               | ۰:۵۴:۱۰                           | جزئی   | 69.1N 155.6W             | 1.3578  | 0.3547 |            |                         |      |
| ۱۱۱   | ۹   | ۲۵ نوامبر ۶۷۲               | ۸:۵۴:۲۶                           | جزئی   | 68N 72E                  | 1.349   | 0.3694 |            |                         |      |
| ۱۱۱   | ۱۰  | ۶ دسامبر ۶۹۰                | ۱۶:۵۷:۵۳                          | جزئی   | 66.9N 60.6W              | 1.3426  | 0.3801 |            |                         |      |
| ۱۱۱   | ۱۱  | ۱۷ دسامبر ۷۰۸               | ۱:۰۰:۵۷                           | جزئی   | 65.8N 167.5E             | 1.3352  | 0.3923 |            |                         |      |
| ۱۱۱   | ۱۲  | ۲۸ دسامبر ۷۲۶               | ۹:۰۴:۲۲                           | جزئی   | 64.8N 35.9E              | 1.3278  | 0.4046 |            |                         |      |
| ۱۱۱   | ۱۳  | ۷ ژانویه ۷۴۵                | ۱۷:۰۴:۲۹                          | جزئی   | 63.8N 94.4W              | 1.3168  | 0.4226 |            |                         |      |
| ۱۱۱   | ۱۴  | ۱۹ ژانویه ۷۶۳               | ۱:۰۰:۲۸                           | جزئی   | 63N 136.6E               | 1.3022  | 0.447  |            |                         |      |
| ۱۱۱   | ۱۵  | ۲۹ ژانویه ۷۸۱               | ۸:۵۰:۲۲                           | جزئی   | 62.2N 9.5E               | 1.282   | 0.4807 |            |                         |      |
| ۱۱۱   | ۱۶  | ۹ فوریه ۷۹۹                 | ۱۶:۳۴:۰۷                          | جزئی   | 61.6N 116W               | 1.2562  | 0.5241 |            |                         |      |
| ۱۱۱   | ۱۷  | ۲۰ فوریه ۸۱۷                | ۰:۱۰:۲۰                           | جزئی   | 61.2N 120.6E             | 1.2237  | 0.5794 |            |                         |      |
| ۱۱۱   | ۱۸  | ۳ مارس ۸۳۵                  | ۷:۳۸:۴۲                           | جزئی   | 60.9N 0.7W               | 1.1839  | 0.6476 |            |                         |      |
| ۱۱۱   | ۱۹  | ۱۳ مارس ۸۵۳                 | ۱۴:۵۹:۰۸                          | جزئی   | 60.8N 120W               | 1.1368  | 0.729  |            |                         |      |
| ۱۱۱   | ۲۰  | ۲۴ مارس ۸۷۱                 | ۲۲:۱۲:۳۴                          | جزئی   | 60.8N 122.4E             | 1.0832  | 0.8227 |            |                         |      |
| ۱۱۱   | ۲۱  | ۴ آوریل ۸۸۹                 | ۵:۱۷:۴۵                           | جزئی   | 61N 6.9E                 | 1.0218  | 0.9306 |            |                         |      |
| ۱۱۱   | ۲۲  | ۱۵ آوریل ۹۰۷                | ۱۲:۱۷:۳۵                          | حلقه‌ای | 63.9N 70.9W              | ۰٫۹۵۴۹  | ۰٫۹۵۵  | ۵۵۷        | ۳ دقیقه و ۴ ثانیه       |      |
| ۱۱۱   | ۲۳  | ۲۵ آوریل ۹۲۵                | ۱۹:۱۱:۲۴                          | حلقه‌ای | 64.2N 156.5W             | ۰٫۸۸۲۲  | ۰٫۹۶۲۸ | ۲۸۵        | ۲ دقیقه و ۴۰ ثانیه      |      |
| ۱۱۱   | ۲۴  | ۷ مه ۹۴۳                    | ۲:۰۲:۳۸                           | حلقه‌ای | 64N 114.2E               | ۰٫۸۰۵۹  | ۰٫۹۶۹۳ | ۱۸۵        | ۲ دقیقه و ۱۷ ثانیه      |      |
| ۱۱۱   | ۲۵  | ۱۷ مه ۹۶۱                   | ۸:۴۸:۵۳                           | حلقه‌ای | 62.8N 25.1E              | ۰٫۷۲۴۵  | ۰٫۹۷۵۳ | ۱۲۸        | ۱ دقیقه و ۵۴ ثانیه      |      |
| ۱۱۱   | ۲۶  | ۲۸ مه ۹۷۹                   | ۱۵:۳۵:۳۵                          | حلقه‌ای | 60.5N 65.9W              | ۰٫۶۴۲۴  | ۰٫۹۸۰۶ | ۹۰         | ۱ دقیقه و ۳۴ ثانیه      |      |
| ۱۱۱   | ۲۷  | ۷ ژوئن ۹۹۷                  | ۲۲:۲۰:۳۳                          | حلقه‌ای | 56.8N 158.6W             | ۰٫۵۵۸   | ۰٫۹۸۵۳ | ۶۳         | ۱ دقیقه و ۱۵ ثانیه      |      |
| ۱۱۱   | ۲۸  | ۱۹ ژوئن ۱۰۱۵                | ۵:۰۸:۲۷                           | حلقه‌ای | 52N 105.3E               | ۰٫۴۷۴۸  | ۰٫۹۸۹۴ | ۴۳         | ۰ دقیقه و ۵۷ ثانیه      |      |
| ۱۱۱   | ۲۹  | ۲۹ ژوئن ۱۰۳۳                | ۱۱:۵۷:۱۰                          | حلقه‌ای | 46.2N 6.8E               | ۰٫۳۹۱۲  | ۰٫۹۹۲۸ | ۲۷         | ۰ دقیقه و ۴۰ ثانیه      |      |
| ۱۱۱   | ۳۰  | ۱۰ ژوئیه ۱۰۵۱               | ۱۸:۵۲:۲۳                          | حلقه‌ای | 39.9N 95.1W              | ۰٫۳۱۲   | ۰٫۹۹۵۷ | ۱۶         | ۰ دقیقه و ۲۶ ثانیه      |      |
| ۱۱۱   | ۳۱  | ۲۱ ژوئیه ۱۰۶۹               | ۱:۵۱:۴۳                           | حلقه‌ای | 33.2N 160.5E             | ۰٫۲۳۵۵  | ۰٫۹۹۷۹ | ۸          | ۰ دقیقه و ۱۳ ثانیه      |      |
| ۱۱۱   | ۳۲  | ۱ اوت ۱۰۸۷                  | ۸:۵۸:۳۹                           | حلقه‌ای | 26.2N 53.1E              | ۰٫۱۶۴۴  | ۰٫۹۹۹۶ | ۱          | ۰ دقیقه و ۲ ثانیه       |      |
| ۱۱۱   | ۳۳  | ۱۱ اوت ۱۱۰۵                 | ۱۶:۱۲:۳۵                          | مرکب   | 19N 56.6W                | ۰٫۰۹۸۲  | ۱٫۰۰۰۸ | ۳          | ۰ دقیقه و ۵ ثانیه       |      |
| ۱۱۱   | ۳۴  | ۲۲ اوت ۱۱۲۳                 | ۲۳:۳۶:۱۳                          | مرکب   | 11.9N 169.3W             | ۰٫۰۳۹۱  | ۱٫۰۰۱۶ | ۶          | ۰ دقیقه و ۱۰ ثانیه      |      |
| ۱۱۱   | ۳۵  | ۲ سپتامبر ۱۱۴۱              | ۷:۰۸:۳۵                           | مرکب   | 4.9N 75.7E               | -۰٫۰۱۳۶ | ۱٫۰۰۲۱ | ۷          | ۰ دقیقه و ۱۳ ثانیه      |      |
| ۱۱۱   | ۳۶  | ۱۳ سپتامبر ۱۱۵۹             | ۱۴:۵۰:۲۸                          | مرکب   | 1.9S 41.8W               | -۰٫۰۵۹۱ | ۱٫۰۰۲۳ | ۸          | ۰ دقیقه و ۱۵ ثانیه      |      |
| ۱۱۱   | ۳۷  | ۲۳ سپتامبر ۱۱۷۷             | ۲۲:۴۲:۲۲                          | مرکب   | 8.3S 161.5W              | -۰٫۰۹۷۱ | ۱٫۰۰۲۵ | ۹          | ۰ دقیقه و ۱۶ ثانیه      |      |
| ۱۱۱   | ۳۸  | ۵ اکتبر ۱۱۹۵                | ۶:۴۴:۱۳                           | مرکب   | 14.3S 76.6E              | -۰٫۱۲۷۷ | ۱٫۰۰۲۶ | ۹          | ۰ دقیقه و ۱۶ ثانیه      |      |
| ۱۱۱   | ۳۹  | ۱۵ اکتبر ۱۲۱۳               | ۱۴:۵۴:۵۳                          | مرکب   | 19.8S 47W                | -۰٫۱۵۱۹ | ۱٫۰۰۲۹ | ۱۰         | ۰ دقیقه و ۱۸ ثانیه      |      |
| ۱۱۱   | ۴۰  | ۲۶ اکتبر ۱۲۳۱               | ۲۳:۱۴:۲۷                          | مرکب   | 24.6S 172.2W             | -۰٫۱۶۹۴ | ۱٫۰۰۳۳ | ۱۲         | ۰ دقیقه و ۲۰ ثانیه      |      |
| ۱۱۱   | ۴۱  | ۶ نوامبر ۱۲۴۹               | ۷:۴۱:۱۱                           | مرکب   | 28.7S 61.6E              | -۰٫۱۸۱۷ | ۱٫۰۰۴۱ | ۱۴         | ۰ دقیقه و ۲۴ ثانیه      |      |
| ۱۱۱   | ۴۲  | ۱۷ نوامبر ۱۲۶۷              | ۱۶:۱۴:۳۴                          | مرکب   | 31.8S 65.6W              | -۰٫۱۸۹۱ | ۱٫۰۰۵۲ | ۱۸         | ۰ دقیقه و ۳۰ ثانیه      |      |
| ۱۱۱   | ۴۳  | ۲۸ نوامبر ۱۲۸۵              | ۰:۵۱:۲۸                           | مرکب   | 33.9S 167E               | -۰٫۱۹۴۳ | ۱٫۰۰۶۸ | ۲۴         | ۰ دقیقه و ۳۹ ثانیه      |      |
| ۱۱۱   | ۴۴  | ۹ دسامبر ۱۳۰۳               | ۹:۳۲:۵۳                           | مرکب   | 34.9S 39E                | -۰٫۱۹۶۴ | ۱٫۰۰۸۹ | ۳۱         | ۰ دقیقه و ۵۰ ثانیه      |      |
| ۱۱۱   | ۴۵  | ۱۹ دسامبر ۱۳۲۱              | ۱۸:۱۵:۰۲                          | مرکب   | 34.9S 89.2W              | -۰٫۱۹۸۷ | ۱٫۰۱۱۵ | ۴۰         | ۱ دقیقه و ۴ ثانیه       |      |
| ۱۱۱   | ۴۶  | ۳۱ دسامبر ۱۳۳۹              | ۲:۵۷:۳۶                           | مرکب   | 33.9S 142.5E             | -۰٫۲۰۱۱ | ۱٫۰۱۴۷ | ۵۲         | ۱ دقیقه و ۲۰ ثانیه      |      |
| ۱۱۱   | ۴۷  | ۱۰ ژانویه ۱۳۵۸              | ۱۱:۳۷:۱۷                          | کامل   | 32S 14.4E                | -۰٫۲۰۶۵ | ۱٫۰۱۸۳ | ۶۴         | ۱ دقیقه و ۳۸ ثانیه      |      |
| ۱۱۱   | ۴۸  | ۲۱ ژانویه ۱۳۷۶              | ۲۰:۱۵:۰۱                          | کامل   | 29.5S 113.5W             | -۰٫۲۱۴۱ | ۱٫۰۲۲۵ | ۷۸         | ۱ دقیقه و ۵۸ ثانیه      |      |
| ۱۱۱   | ۴۹  | ۱ فوریه ۱۳۹۴                | ۴:۴۷:۴۹                           | کامل   | 26.6S 119.2E             | -۰٫۲۲۶۸ | ۱٫۰۲۷  | ۹۴         | ۲ دقیقه و ۱۹ ثانیه      |      |
| ۱۱۱   | ۵۰  | ۱۲ فوریه ۱۴۱۲               | ۱۳:۱۵:۰۲                          | کامل   | 23.5S 7W                 | -۰٫۲۴۴۶ | ۱٫۰۳۱۹ | ۱۱۱        | ۲ دقیقه و ۴۲ ثانیه      |      |
| ۱۱۱   | ۵۱  | ۲۲ فوریه ۱۴۳۰               | ۲۱:۳۵:۵۰                          | کامل   | 20.5S 131.9W             | -۰٫۲۶۸۵ | ۱٫۰۳۶۹ | ۱۲۸        | ۳ دقیقه و ۵ ثانیه       |      |
| ۱۱۱   | ۵۲  | ۵ مارس ۱۴۴۸                 | ۵:۴۹:۵۷                           | کامل   | 17.7S 104.7E             | -۰٫۲۹۸۴ | ۱٫۰۴۲۱ | ۱۴۷        | ۳ دقیقه و ۳۰ ثانیه      |      |
| ۱۱۱   | ۵۳  | ۱۶ مارس ۱۴۶۶                | ۱۳:۵۷:۱۳                          | کامل   | 15.3S 17.1W              | -۰٫۳۳۴۸ | ۱٫۰۴۷۱ | ۱۶۵        | ۳ دقیقه و ۵۶ ثانیه      |      |
| ۱۱۱   | ۵۴  | ۲۶ مارس ۱۴۸۴                | ۲۱:۵۶:۴۷                          | کامل   | 13.5S 137W               | -۰٫۳۷۸۲ | ۱٫۰۵۲۱ | ۱۸۵        | ۴ دقیقه و ۲۲ ثانیه      |      |
| ۱۱۱   | ۵۵  | ۷ آوریل ۱۵۰۲                | ۵:۴۹:۵۹                           | کامل   | 12.6S 104.7E             | -۰٫۴۲۷۶ | ۱٫۰۵۶۷ | ۲۰۵        | ۴ دقیقه و ۴۹ ثانیه      |      |
| ۱۱۱   | ۵۶  | ۱۷ آوریل ۱۵۲۰               | ۱۳:۳۶:۴۶                          | کامل   | 12.6S 12.2W              | -۰٫۴۸۲۵ | ۱٫۰۶۰۹ | ۲۲۶        | ۵ دقیقه و ۱۵ ثانیه      |      |
| ۱۱۱   | ۵۷  | ۲۸ آوریل ۱۵۳۸               | ۲۱:۱۷:۳۱                          | کامل   | 13.7S 127.7W             | -۰٫۵۴۳۲ | ۱٫۰۶۴۵ | ۲۴۹        | ۵ دقیقه و ۳۸ ثانیه      |      |
| ۱۱۱   | ۵۸  | ۹ مه ۱۵۵۶                   | ۴:۵۳:۳۶                           | کامل   | 16S 117.8E               | -۰٫۶۰۷۹ | ۱٫۰۶۷۳ | ۲۷۴        | ۵ دقیقه و ۵۸ ثانیه      |      |
| ۱۱۱   | ۵۹  | ۲۰ مه ۱۵۷۴                  | ۱۲:۲۵:۴۲                          | کامل   | 19.7S 3.7E               | -۰٫۶۷۶۳ | ۱٫۰۶۹۴ | ۳۰۵        | ۶ دقیقه و ۹ ثانیه       |      |
| ۱۱۱   | ۶۰  | ۹ ژوئن ۱۵۹۲                 | ۱۹:۵۵:۴۹                          | کامل   | 24.7S 110.3W             | -۰٫۷۴۶۵ | ۱٫۰۷۰۵ | ۳۴۴        | ۶ دقیقه و ۱۱ ثانیه      |      |
| ۱۱۱   | ۶۱  | ۲۱ ژوئن ۱۶۱۰                | ۳:۲۳:۰۰                           | کامل   | 31.5S 135.5E             | -۰٫۸۱۹۳ | ۱٫۰۷۰۵ | ۴۰۰        | ۵ دقیقه و ۵۹ ثانیه      |      |
| ۱۱۱   | ۶۲  | ۱ ژوئیه ۱۶۲۸                | ۱۰:۵۰:۳۹                          | کامل   | 40.3S 20E                | -۰٫۸۹۱۷ | ۱٫۰۶۹۲ | ۵۰۱        | ۵ دقیقه و ۳۲ ثانیه      |      |
| ۱۱۱   | ۶۳  | ۱۲ ژوئیه ۱۶۴۶               | ۱۸:۱۸:۱۹                          | کامل   | 53.2S 98W                | -۰٫۹۶۴۱ | ۱٫۰۶۵۸ | ۸۳۴        | ۴ دقیقه و ۴۴ ثانیه      |      |
| ۱۱۱   | ۶۴  | ۲۳ ژوئیه ۱۶۶۴               | ۱:۴۸:۴۶                           | جزئی   | 68.8S 134.7E             | -1.0343 | 0.9581 |            |                         |      |
| ۱۱۱   | ۶۵  | ۳ اوت ۱۶۸۲                  | ۹:۲۱:۱۱                           | جزئی   | 69.7S 9.5E               | -1.1028 | 0.8246 |            |                         |      |
| ۱۱۱   | ۶۶  | ۱۴ اوت ۱۷۰۰                 | ۱۶:۵۹:۰۶                          | جزئی   | 70.6S 117.5W             | -1.1668 | 0.7    |            |                         |      |
| ۱۱۱   | ۶۷  | ۲۶ اوت ۱۷۱۸                 | ۰:۴۱:۴۵                           | جزئی   | 71.2S 113.7E             | -1.2267 | 0.5837 |            |                         |      |
| ۱۱۱   | ۶۸  | ۵ سپتامبر ۱۷۳۶              | ۸:۳۰:۲۶                           | جزئی   | 71.7S 17.1W              | -1.2817 | 0.4775 |            |                         |      |
| ۱۱۱   | ۶۹  | ۱۶ سپتامبر ۱۷۵۴             | ۱۶:۲۵:۴۱                          | جزئی   | 71.9S 149.9W             | -1.3314 | 0.3821 |            |                         |      |
| ۱۱۱   | ۷۰  | ۲۷ سپتامبر ۱۷۷۲             | ۰:۲۸:۱۹                           | جزئی   | 72S 75.4E                | -1.3751 | 0.2988 |            |                         |      |
| ۱۱۱   | ۷۱  | ۸ اکتبر ۱۷۹۰                | ۸:۳۸:۵۲                           | جزئی   | 71.7S 61.3W              | -1.4122 | 0.2287 |            |                         |      |
| ۱۱۱   | ۷۲  | ۱۹ اکتبر ۱۸۰۸               | ۱۶:۵۵:۳۰                          | جزئی   | 71.3S 160.8E             | -1.4443 | 0.1687 |            |                         |      |
| ۱۱۱   | ۷۳  | ۳۱ اکتبر ۱۸۲۶               | ۱:۲۰:۳۹                           | جزئی   | 70.6S 21.2E              | -1.4696 | 0.1222 |            |                         |      |
| ۱۱۱   | ۷۴  | ۱۰ نوامبر ۱۸۴۴              | ۹:۵۱:۴۵                           | جزئی   | 69.8S 119.3W             | -1.4902 | 0.0847 |            |                         |      |
| ۱۱۱   | ۷۵  | ۲۱ نوامبر ۱۸۶۲              | ۱۸:۲۹:۴۸                          | جزئی   | 68.8S 99.1E              | -1.5052 | 0.058  |            |                         |      |
| ۱۱۱   | ۷۶  | ۲ دسامبر ۱۸۸۰               | ۳:۱۱:۳۳                           | جزئی   | 67.8S 42.9W              | -1.5172 | 0.0369 |            |                         |      |
| ۱۱۱   | ۷۷  | ۱۳ دسامبر ۱۸۹۸              | ۱۱:۵۸:۱۳                          | جزئی   | 66.8S 174.5E             | -1.5253 | 0.0231 |            |                         |      |
| ۱۱۱   | ۷۸  | خورشیدگرفتگی ۲۴ دسامبر ۱۹۱۶ | ۲۰:۴۶:۲۲                          | جزئی   | 65.7S 32.1E              | -1.5321 | 0.0114 |            |                         |      |
| ۱۱۱   | ۷۹  | خورشیدگرفتگی ۵ ژانویه ۱۹۳۵  | ۵:۳۵:۴۶                           | جزئی   | 64.7S 110.2W             | -1.5381 | 0.0013 |            |                         |      |